# Східний фронт ППО
Схі́дний фронт ППО — оперативно-стратегічне об'єднання військ ППО у складі Червоної армії під час Німецько-радянської війни з червня 1943 по 29 березня 1944.
Штаб фронту — Москва.

## Командування
- Командувачі:
  - генерал-лейтенант артилерії Зашихін Г. С. (червень 1943 — 29 березня 1944)